# 天主教阿亞庫喬港宗座代牧區
天主教阿亞庫喬港宗座代牧區（拉丁語：Vicariatus Apostolicus Portus Ayacuquensis）是委內瑞拉一個羅馬天主教宗座代牧區，直屬教廷。
1932年2月5日設上奧里諾科宗座監牧區，1953年5月7日升為代牧區並易名至今。
代牧區位於亞馬遜州，2010年有教友167,000人（佔轄區總人口76.3%）、十二個堂區、廿九名司鐸。現任宗座代牧為何塞·安杰尔·迪瓦松·切尔维蒂。